# Кинофестиваль в Торонто
Междунаро́дный кинофестива́ль в Торо́нто (англ. Toronto International Film Festival (TIFF)) — ежегодный кинофестиваль, проводящийся в Торонто (Канада) с 1976 года. В настоящее время фестиваль обычно начинается вечером в сентябрьский четверг после канадского Дня Работников (англ. Labour Day, первый понедельник сентября) и длится десять дней.

## История
Фестиваль появился в 1976 году как «фестиваль фестивалей», на котором демонстрировалась коллекция фильмов с других фестивалей, и со временем стал одним из крупнейших кинофестивалей: в 2007 году на конкурс было представлено 4156 кинолент, из которых отобрано и показано 349 (из 55 стран) в рамках 19 программ.

## Приз зрительских симпатий
В отличие от многих других кинофестивалей на фестивале отсутствует официальное жюри и главным призом является Приз зрительских симпатий, присуждаемый по результатам зрительского голосования.
Победители:
- 1978 — Подружки
- 1979 — Лучший парень
- 1980 — Плохое время
- 1981 — Огненные колесницы
- 1982 — Буря
- 1983 — Большое разочарование
- 1984 — Места в сердце
- 1985 — Официальная версия
- 1986 — Закат американской империи
- 1987 — Принцесса-невеста
- 1988 — Женщины на грани нервного срыва
- 1989 — Роджер и я
- 1990 — Сирано де Бержерак
- 1991 — Король-рыбак
- 1992 — Строго по правилам
- 1993 — Шустрая
- 1994 — Священник
- 1995 — Антония
- 1996 — Блеск
- 1997 — Висящий сад
- 1998 — Жизнь прекрасна
- 1999 — Красота по-американски
- 2000 — Крадущийся тигр, затаившийся дракон
- 2001 — Амели
- 2002 — Оседлавший кита
- 2003 — Затойчи
- 2004 — Отель «Руанда»
- 2005 — Цоци
- 2006 — Белла
- 2007 — Порок на экспорт
- 2008 — Миллионер из трущоб
- 2009 — Сокровище
- 2010 — Король говорит!
- 2011 — И куда мы теперь?
- 2012 — Мой парень — псих
- 2013 — Двенадцать лет рабства
- 2014 — Игра в имитацию
- 2015 — Комната
- 2016 — Ла-Ла Ленд
- 2017 — Три билборда на границе Эббинга, Миссури
- 2018 — Зелёная книга
- 2019 — Кролик Джоджо
- 2020 — Земля кочевников
- 2021 — Белфаст
- 2022 — Фабельманы
- 2023 — Американское чтиво[2]
- 2024 — Жизнь Чака